# Петрарка, Дэвид
Дэвид Петрарка (англ. David Petrarca; род. 10 ноября 1965, Уорик, Род-Айленд) — американский режиссёр и продюсер театра, кино и телевидения.
Он был режиссёром в Театре Гудмана в Чикаго с 1988 по 2005 год. Недавние работы в качестве режиссёра включают сериалы канала HBO «Подпольная империя», «Игра престолов», «Большая любовь», «Жеребец» и «Настоящая кровь». Он работал в качестве исполнительного продюсера сериала канала ABC «Элай Стоун» и сериала канала Lifetime «До смерти красива».

## Избранные работы

### Кинорежиссёр
- За мной последний танец 2 / Save the Last Dance 2 (2006)

### Исполнительный продюсер (телевидение)
- До смерти красива / Drop Dead Diva (2009)
- Элай Стоун / Eli Stone (2008—2009)
- Любовь вдовца / Everwood (2004—2005)

### Телережиссёр
| - Большая любовь / Big Love (8 эпизодов) - Подпольная империя / Boardwalk Empire (1 эпизод) - Братья и сёстры / Brothers & Sisters (1 эпизод) - Бухта Доусона / Dawson's Creek (7 эпизодов) - Грязные мокрые деньги / Dirty Sexy Money (1 эпизод) - До смерти красива / Drop Dead Diva (3 эпизода) - Завтра наступит сегодня / Early Edition (неизвестно количество) - Элай Стоун / Eli Stone (7 эпизодов) - Любовь вдовца / Everwood (12 эпизодов) - Игра престолов / Game of Thrones (2 эпизода) - Девочки Гилмор / Gilmore Girls (1 эпизод) - Город демонов / Glory Days - Жеребец / Hung (2 эпизода) | - Джек и Бобби / Jack & Bobby (4 эпизода) - Новая Жанна д’Арк / Joan of Arcadia (1 эпизод) - Жизнь на Марсе / Life on Mars (1 эпизод) - Волшебный город / Magic City (2 эпизода) - Нэшвилл / Nashville (1 эпизод) - Необыкновенная семейка / No Ordinary Family (1 эпизод) - Пэн Американ / Pan Am (1 эпизод) - Пасадена / Pasadena (1 эпизод) - Политиканы / Political Animals (2 эпизоды) - Лучшие / Popular (1 эпизод) - Студия 60 на Сансет-Стрип / Studio 60 on the Sunset Strip (1 эпизод) - Вечное лето / Summerland (1 эпизод) - Настоящая кровь / True Blood (3 эпизода) |